# Alonso Peres de Vivero y Menchaca

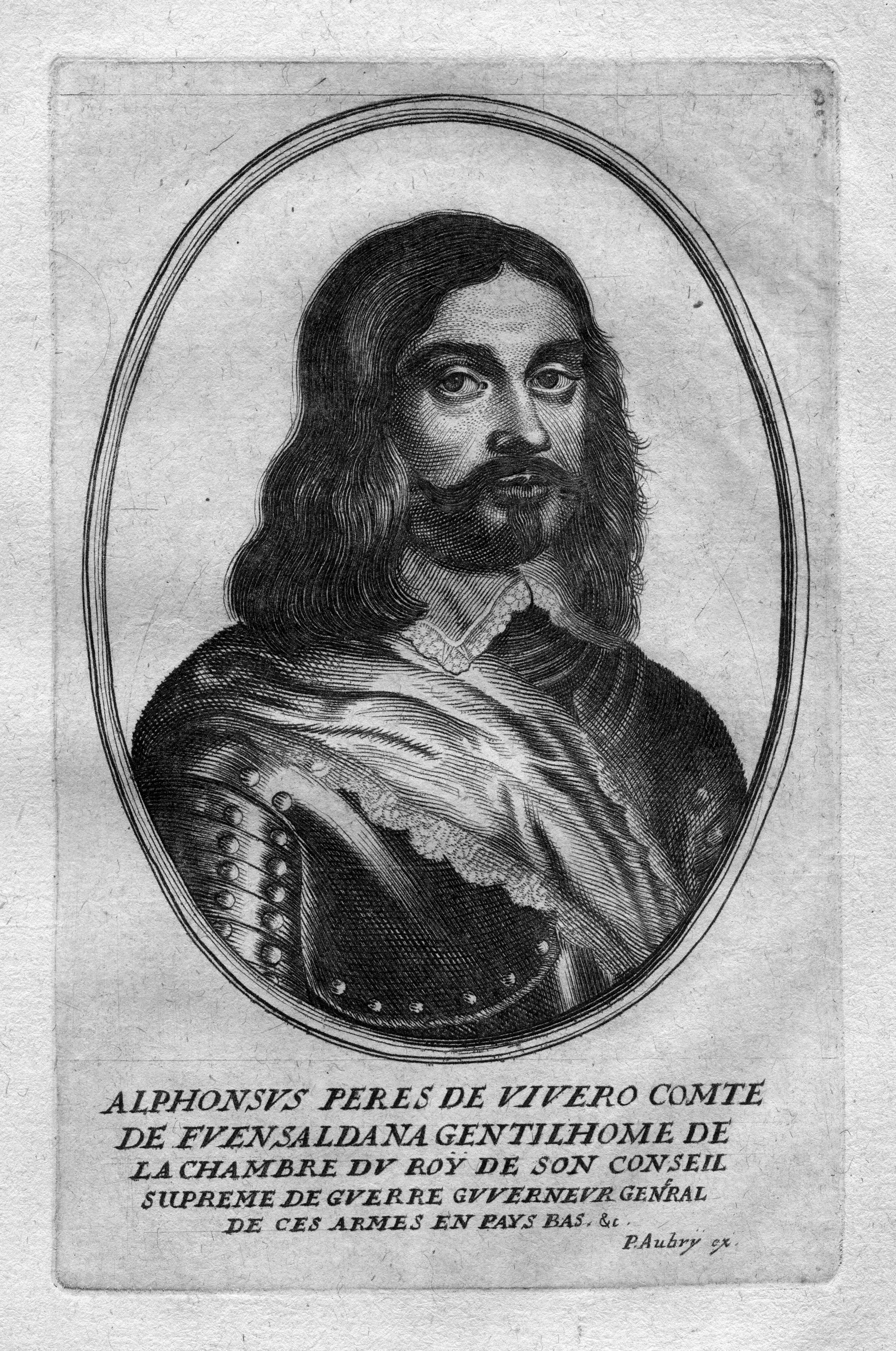
Alonso Pérez de Vivero y Menchaca

Alonso Peres de Vivero y Menchaca (* 1598 in Valladolid; † 21. November 1661 in Cambrai) war spanischer General, 3. Graf von Fuensaldagne (Fuensaldaña) und Gouverneur von Mailand, zuletzt spanischer Botschafter in Frankreich.

## Herkunft
Er war der älteste Sohn von Juan Pérez de Vivero, 2. Graf von Fuensaldaña, und María de Menchaca y Velázquez. Alonso Peres de Vivero war verheiratet mit Blanca Enríquez, Tochter von Enrique Enríquez de Guzmán († 1617), VII. Graf von Alba de Liste, die Ehe blieb kinderlos.

## Leben
Der aus Kastilien stammende Militär stieg im spanischen Dienst schnell bis in die höchsten Ränge auf. Er wurde 1632 in die Spanischen Niederlande versetzt, wo er unter General Piccolomini diente, der die Festung Mardyck belagerte. 1635 wurde er Kommandant von Cambrai. 1646 wurde er nach Spanien zurückgeholt. Er war in Badajoz stationiert und kommandierte die Armee der Extremadura. 1648 kam er als Generalkapitän in die Niederlande zurück und kämpfte in der Schlacht bei Lens. Er hatte auch das Vertrauen des Statthalters der Spanischen Niederlande, Erzherzog Leopold Wilhelm.
Er führte 1649 für ihn einen Feldzug, bei dem er Saint-Venant (25. April) und Ypern (10. Mai) eroberte. Im Feldzug 1652/53 eroberte er Chauny, Dünkirchen und Beaumont-en-Argonne. 1654 konnte er den Rückzug nach der misslungenen Belagerung von Arras so gut organisieren, dass die Franzosen keinen weiteren Vorteil aus der Situation ziehen konnten. Anschließend wurde er als Gouverneur nach Mailand geschickt. In Norditalien kämpften die Franzosen und Savoyen sowie Modena gegen die Spanier. Vivero organisierte den spanischen Widerstand. So konnte die Koalition 1656 nur Valenza erobern, wozu der Herzog von Modena eine dreimonatige Belagerung benötigte.
Nach dem Pyrenäenfrieden im Jahr 1659 wurde er als spanischer Botschafter nach Paris geschickt. Im Jahr 1661 kam es in London zu einem diplomatischen Eklat zwischen dem spanischen und französischen Botschafter. Als Folge musste der spanische Botschafter das Land verlassen. Vivero sollte dann Gouverneur der Spanischen Niederlande werden, obwohl er lieber zurück nach Spanien gegangen wäre. Er starb auf dem Weg 1661 in Cambrai.